# Numa Pompilio
Numa Pompilio (Cures Sabini, 754 a.C. – 673 a.C.) è stato il secondo re di Roma, e il suo regno durò 42 anni.

## Leggenda
Numa Pompilio, di origine sabina, per la tradizione e la mitologia romana, tramandataci grazie soprattutto a Tito Livio e a Plutarco, che ne scrisse anche una biografia, era noto per la sua pietà religiosa e regnò dal 715 a.C. fino alla sua morte nel 673 a.C. (ottantenne, dopo quarantadue anni di regno) succedendo, come re di Roma, a Romolo.
Numa era un re pio, e in tutto il suo regno non combatté nemmeno una guerra.

### Regno (715 - 673 a.C.)

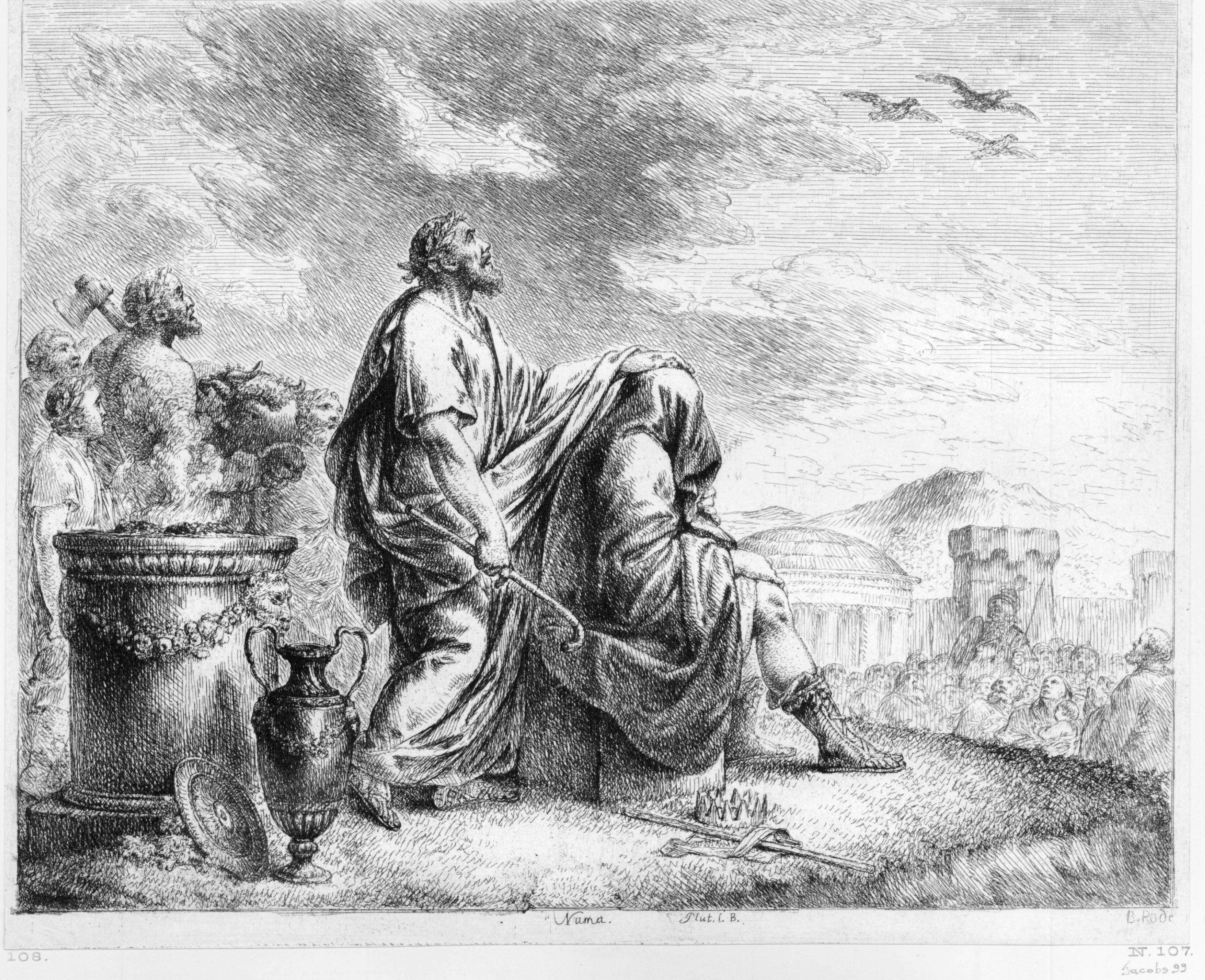
Numa Pompilio (a sedere e coperto) prima di essere dichiarato re da un augure (in piedi che osserva il volo degli uccelli per consultare la volontà degli Dei).

#### Ascesa al potere
L'incoronazione di Numa non avvenne immediatamente dopo la scomparsa di Romolo. Per un certo periodo i Senatori governarono la città a rotazione, alternandosi ogni dieci giorni, in un tentativo di sostituire la monarchia con una oligarchia. Però, incalzati dal sempre maggiore malcontento popolare causato dalla disorganizzazione e scarsa efficienza di questa modalità di governo, dopo un anno i Senatori furono costretti ad eleggere un nuovo re.
La scelta apparve subito difficile a causa delle tensioni fra i senatori Romani che proponevano il senatore Proculo ed i senatori Sabini che proponevano il senatore Velesio.
Per trovare un accordo si decise di procedere in questo modo: i senatori romani avrebbero proposto un nome scelto fra i Sabini e lo stesso avrebbero fatto i senatori sabini scegliendo un romano. I Romani proposero Numa Pompilio, appartenente alla Gens Pompilia, che abitava nella città sabina di Cures ed era sposato con Tazia, l'unica figlia di Tito Tazio. Sembra che egli fosse nato nello stesso giorno in cui Romolo fondò Roma (21 aprile). Numa, concittadino di Tito Tazio, era noto a Roma come uomo di provata rettitudine oltreché esperto conoscitore di leggi divine, tanto da meritare l'appellativo di Pius. I Sabini accettarono la proposta rinunciando a proporre un altro nome.
Furono dunque inviati a Cures Proculo e Velesio (i due senatori più influenti rispettivamente fra i Romani ed i Sabini) per offrirgli il regno. Inizialmente contrario ad accettare la proposta dei senatori, per la fama violenta dei costumi di Roma, Numa vi acconsentì solo dopo aver preso gli auspici degli dei, che gli si dimostrarono favorevoli; Numa fu quindi eletto re per acclamazione da parte del popolo.

#### Riforme politiche e religiose

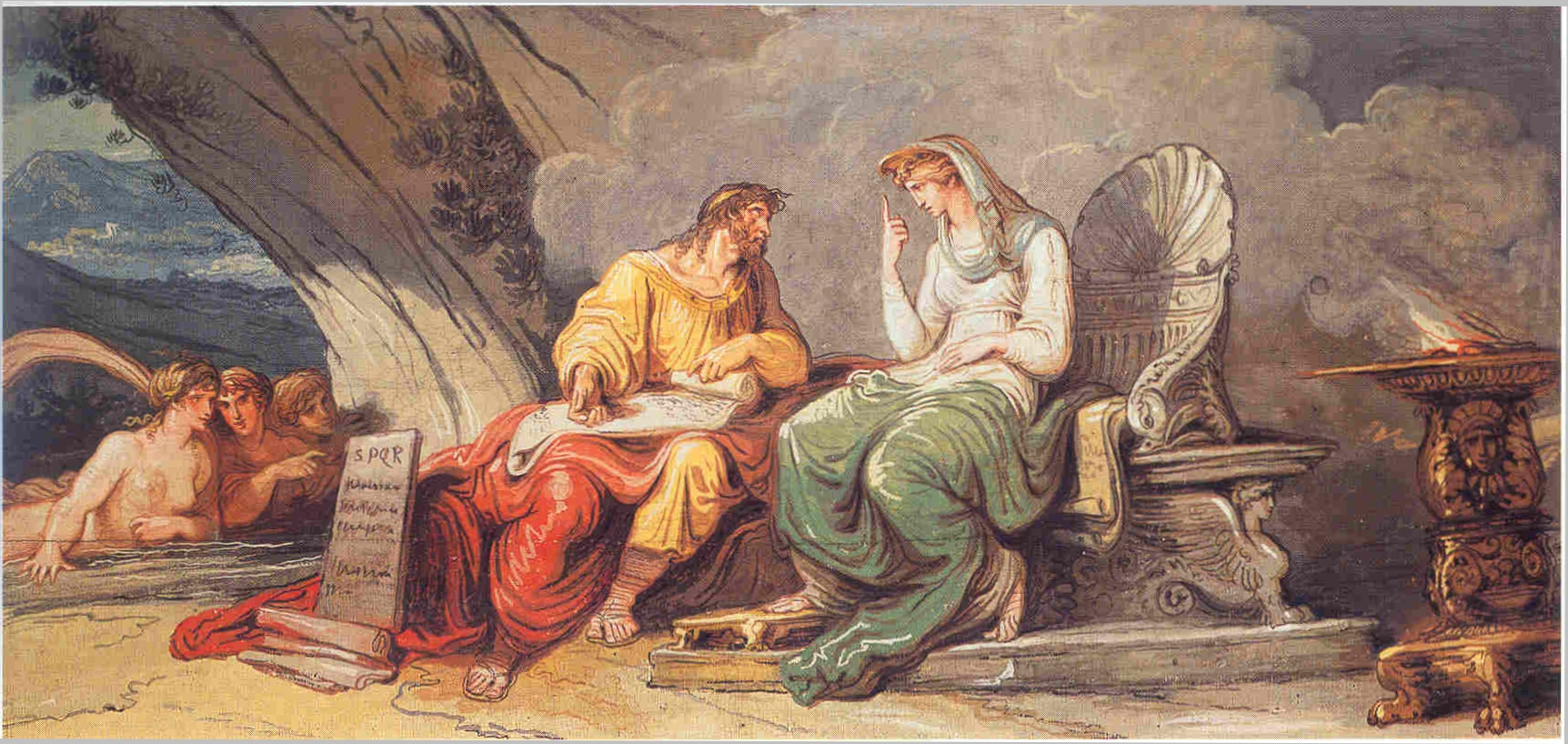
Numa Pompilio parla con la ninfa Egeria che gli dona le leggi di Roma (mos maiorum).

La leggenda afferma che il progetto di riforma politica e religiosa di Roma attuato da Numa fu a lui dettato dalla ninfa Egeria con la quale, ormai vedovo, soleva passeggiare nei boschi e che si innamorò di lui al punto da renderlo suo sposo.
A Numa viene attribuito il merito di aver creato una serie di riforme tese a consolidare le istituzioni della nuova città, prime tra tutte quelle religiose, raccolte per iscritto nei commentarii Numae o libri Numae, che andarono perduti nel sacco gallico di Roma (387 a. C.). Sulla base di queste norme di carattere religioso, i culti cittadini erano amministrati da otto ordini religiosi: i Curiati, i Flamini, i Celeres, le Vestali, gli Auguri, i Salii, i Feziali e i Pontefici. Numa stabilì di unificare ed armonizzare tutti i culti e le tradizioni dei Romani e dei Sabini residenti a Roma per eliminare le divisioni e le tensioni fra questi due popoli, riducendo l'importanza delle tribù e creando nuove associazioni basate sui mestieri.
Appena divenuto re nominò, a fianco del sacerdote dedito al culto di Giove ed a quello dedicato al culto di Marte, un terzo sacerdote dedicato al culto del dio Quirino, gli dei più importanti dell'epoca arcaica. Riunì poi questi tre sacerdoti in un unico collegio sacerdotale che fu detto dei flamini, a cui diede precise regole ed istruzioni. Proibì ai Romani di venerare immagini divine a forma umana e animale perché riteneva sacrilego paragonare un dio con tali immagini e, durante il suo regno non furono costruite statue raffiguranti gli dei. Istituì il collegio sacerdotale dei Pontefici, presieduti dal Pontefice Massimo, carica che Numa ricoprì per primo e che aveva il compito di vigilare sulle vestali (vedi sotto), sulla moralità pubblica e privata e sull'applicazione di tutte le prescrizioni di carattere sacro.
Istituì poi il collegio delle vergini Vestali assegnando a queste uno stipendio e la cura del tempio in cui era custodito il fuoco sacro della città; le prime furono Gegania, Verenia, Canuleia e Tarpeia (erano dunque quattro, Anco Marzio ne aggiunse altre due portandole a sei). Istituì anche il collegio dei Feziali (i guardiani della pace) che erano magistrati-sacerdoti con il compito di tentare di appianare i conflitti con i popoli vicini e di proporre la guerra una volta esauriti tutti gli sforzi diplomatici.
Nell'ottavo anno del suo regno istituì il collegio dei Salii, sacerdoti che avevano il compito di separare il tempo di pace e di guerra (per gli antichi romani il periodo per le guerre andava da marzo ad ottobre). Era, questa funzione, molto importante per gli abitanti dell'antica Roma, perché sanciva, nel corso dell'anno, il passaggio dallo stato di cives (cittadini soggetti all'amministrazione civile e dediti alle attività produttive) a milites (militari soggetti alle leggi ed all'amministrazione militare e dediti alle esercitazioni militari) e viceversa per tutti gli uomini in grado di combattere. Migliorò anche le condizioni di vita degli schiavi, per esempio permettendo loro di partecipare alle feste in onore di Saturno, i Saturnalia assieme ai loro padroni.
La tradizione romana rimanda a Numa Pompilio la definizione dei confini tra le proprietà dei privati, e tra queste e la proprietà pubblica indivisa, statuizione che fu sacralizzata con la dedica dei confini a Jupiter Terminalis, e l'istituzione della festività dei Terminalia. Nel Foro, fece costruire il tempio di Vesta, e dietro di questo fece costruire la Regia e lungo la Via Sacra fece edificare il Tempio di Giano, le cui porte potevano essere chiuse solo in tempo di pace (e rimasero chiuse per tutti i quarantatré anni del suo regno). Secondo l'enciclopedista Marco Verrio Flacco (secc. I a.C. - I d.C.), riportato dal lessicografo Sesto Pompeo Festo, il re, ordinando la costruzione del tempio di Vesta, volle che fosse di forma rotonda (ad pilæ similitudinem), cioè della stessa forma del mondo, in quanto egli era un convinto sostenitore della sfericità della terra, tesi dunque evidentemente già in voga in quei lontani tempi.
Secondo Dionigi di Alicarnasso Numa poi incluse nella città il Quirinale, anche se questo a quell'epoca non era ancora cinto da mura.

##### Calendario Romano
A lui viene ascritta anche una riforma del calendario, basato sui cicli lunari, che passò da 10 a 12 mesi di 355 giorni (secondo Livio invece lo divise in 10 mesi, mentre in precedenza non esisteva alcun calcolo), con l'aggiunta di gennaio, dedicato a Giano, e febbraio che furono posti alla fine dell'anno, dopo dicembre (l'anno iniziava con il mese di marzo; da notare la persistenza dei nomi degli ultimi mesi dell'anno con i numeri: settembre, ottobre, novembre, dicembre).
Il calendario conteneva anche l'indicazione dei giorni fasti e nefasti, durante i quali non era lecito prendere alcuna decisione pubblica. Anche in questo caso, come per tutte le riforme più difficili, la tradizione racconta che il re seguì i consigli della ninfa Egeria, sottolineando così il carattere sacrale di queste decisioni.
(Tito Livio, Ab Urbe condita libri, I, 19)
L'anno così suddiviso da Numa, non coincideva però con il ciclo lunare, per cui ad anni alterni veniva aggiunto come ultimo mese il mercedonio, composto da 27 giorni, togliendo a febbraio 4 o 5 giorni; era il collegio dei pontefici a decidere queste compensazioni, alle volte anche sulla base di convenienze politiche.

##### Feste religiose
Come sopra scritto, Floro racconta che Numa insegnò i sacrifici, le cerimonie ed il culto degli Dei immortali ai Romani. Creò anche i pontefici, gli auguri ed i Salii. La tradizione vuole che Numa abbia istituito, tra l'altro, anche la Festa di Quirino e la Festa di Marte. La prima festa si celebrava a febbraio, mentre la festa dedicata a Marte si celebrava a marzo, e veniva officiata dai Salii. Numa partecipava di persona a tutte le feste religiose, durante le quali era proibito lavorare.
A queste riforme di carattere religioso corrispose anche un periodo di prosperità e di pace che permise a Roma di crescere e rafforzarsi, tanto che durante tutto il suo regno le porte del tempio di Giano non furono mai aperte.

### Morte e sepoltura
Morì ottantenne e non di morte improvvisa, ma consunto dagli anni (per malattia secondo Livio), quando suo nipote, il futuro re Anco Marzio, aveva solo cinque anni, circondato dall'affetto dei romani, grati anche per il lungo periodo di prosperità e pace di cui avevano goduto. Alla processione funebre parteciparono anche molti rappresentanti dei popoli vicini ed il suo corpo non fu bruciato, ma seppellito insieme ai suoi libri in un mausoleo sul Gianicolo.
Dopo la bellicosa esperienza del regno di Romolo, Numa Pompilio seppe con la sua saggezza fornire un saldo equilibrio alla nascente città.
Durante il consolato di Marco Bebio Tamfilo e Publio Cornelio Cetego, nel 181 a.C., due contadini ritrovarono il luogo della sua sepoltura, contenente sette libri in latino di diritto pontificale, ed altrettanti in greco di filosofia. Per decreto del senato i primi furono conservati con cura, mentre i secondi furono pubblicamente bruciati.

### Discendenza
Il senatore sabino Marcio, che aveva sposato la figlia Pompilia, si candidò alla successione ma fu superato da Tullo Ostilio e si lasciò morire di fame per la delusione. Dal matrimonio fra Pompilia e Marcio era nato Anco Marzio che divenne re dopo Tullo Ostilio. Alcune fonti raccontano di un secondo matrimonio di Numa Pompilio con una certa Lucrezia da cui sarebbero nati quattro figli: Pompone, Pino, Calpo e Memerco dai quali avrebbero avuto origine le casate romane dei Pomponi, dei Pinari, dei Calpurni e dei Marci.

## La critica storico-archeologica
La reale esistenza di Numa Pompilio, come accade per quella di Romolo, è discussa. Per alcuni studiosi la sua figura sarebbe principalmente simbolica; un re per metà filosofo e per metà santo, teso a creare le norme e il comportamento religioso di Roma, avverso alla guerra e ai disordini, diametralmente opposto al suo predecessore, il re guerriero Romolo. L'origine stessa del nome (secondo alcuni Numa viene da Nómos = "legge" e Pompilio da pompé = "abito sacerdotale") indicherebbe l'idealizzazione della sua figura.